# Squashnationalmannschaft von Jersey
Die Squashnationalmannschaft von Jersey ist die Gesamtheit der Kader des Squashverbandes von Jersey. In ihm finden sich Sportler von Jersey wieder, die ihr Land sowohl in Einzel- als auch in Teamwettbewerben international im Squashsport repräsentieren.

## Historie
Ihr Debüt bei einer Europameisterschaft gab die Herrenmannschaft 2015 in Ljubljana, wo sie den 24. Platz belegte und dabei sieben Mannschaften hinter sich ließ. Die Damenmannschaft debütierte bei diesem Turnier ebenfalls und schloss den 23 Mannschaften umfassenden Wettbewerb auf Rang 20 ab. 2016 in Bukarest verbesserten sich die Herren auf den 23. Platz, während es zu keiner Teilnahme der Damenmannschaft kam. Die Herren wiederholten diese Platzierung 2017 bei der im heimischen Saint Helier ausgetragenen Europameisterschaften, die diesmal wieder angetretene Damenmannschaft erzielte ein weiteres Mal den 20. Platz. In Riga reichte es 2018 für die Herren nur für einen 26. Platz, die Damen verzichteten auf eine Teilnahme. Die Europameisterschaft 2019 lief gänzlich ohne Teilnahme Jerseys ab. Nach zwei Jahren ohne Turnieraustragung aufgrund der COVID-19-Pandemie nahm Jersey 2022 in Ljubljana wieder mit einer Herrenmannschaft teil und erreichte den 30. Platz und 33 Mannschaften. Ein Jahr darauf verbesserte sich die Mannschaft  in Gibraltar auf den 28. Platz, ehe sie 2024 in Bukarest Rang 25 erreichte. 2024 kam es außerdem wieder zu einer Teilnahme der Damenmannschaft, die den 29. Platz und 31 Mannschaften belegte.
An einer Weltmeisterschaft nahm die Mannschaft bislang nicht teil. Spieler der Mannschaft vertreten Jersey dafür regelmäßig bei den Island Games und den Commonwealth Games. Bekanntester Spieler Jerseys ist Nick Taylor, der nach seiner Profikarriere in Jersey von 2008 bis 2017 als Director of Squash und auch Spieler tätig war.